# Burocrazia
Burocrazia è l'insieme di uffici e persone preposte allo svolgimento di funzioni di interesse collettivo.

## Etimologia
L'etimologia ibrida del termine, dal francese bureau (scrivania a cassetti) connesso al greco krátos ("potere"), ne rivela l'origine tarda e la derivazione di matrice francofona ottocentesca.

## Storia

### Antica Roma
Dal punto di vista storico, l'introduzione sistematica di un sistema amministrativo suddiviso in numerosi uffici e basato su procedure in qualche modo unificate risale addirittura all'imperatore Claudio nel I secolo d.C. - una sostanziale novità rispetto al tradizionale accentramento del potere politico nelle mani del Senato, conseguenza inevitabile di un progressivo svuotamento dei poteri di quest'ultimo. L'interposizione di un corpus di funzionari, seppure inizialmente legati in modo strettissimo al potere imperiale, come intermediario tra il potere e la società romana rappresentò una vera rivoluzione concettuale.
Claudio affidò arbitrariamente i vari uffici ai suoi liberti, i cui nomi (Pallante, Narcisso, Callisto) sono ancor oggi sinonimo di corruttela, arbitrio, intrallazzo, cospirazione, finanche omicidio: ben lontani dunque dall'idealizzazione impersonale di rettitudine elaborata molti secoli più tardi. Questi burocrati ante litteram, designati direttamente dall'Imperatore, secondo Tacito nei suoi Annales: "esercitavano poteri regali con animo di schiavi".
L'articolazione e l'importanza della burocrazia continuarono a crescere ed espandersi in epoca imperiale, di pari passo con il potere ed il peso politico dei burocrati: un potere formalmente limitato e subordinato a quello imperiale, ma estremamente frammentato, praticamente vitalizio e continuamente espanso nelle sue prerogative da una ininterrotta proliferazione di leggi e regolamenti (in gran parte confluiti nel Corpus Iuris). Questo modo di procedere divenne un tratto peculiare dell'impero bizantino e del suo complicatissimo cerimoniale: ancora oggi, infatti, il termine bizantinismo come sinonimo di astrusità, cavillosità, pedanteria, tortuosità è utilizzato quasi esclusivamente in riferimento alla burocrazia ed alle sue procedure.

### Nella Cina e nell'impero ottomano
Per la Cina, l’opera Da Ming guan zhi, pubblicata intorno al 1540, "descrive la suddivisione dei distretti e la struttura del funzionariato imperiale in epoca Ming, corredata di carte geografiche".
Nell'impero ottomano, vi erano "funzionari delegati dalla corte a riscuotere tasse di spettanza imperiale e a organizzare un servizio di supporto di truppe in caso di necessità. Questa (...) funzione veniva esercitata in forza di un mansab, ovvero di un alto rango militare e fiscale conferito loro dalla corte. In alcune aree limitate dell’impero (...) la carica di mansabdar (detentore di un mansab) veniva assegnata a veri e propri funzionari di carriera, appartenenti all’aristocrazia di servizio musulmana, che la detenevano a titolo non permanente e, per di più, con l’obbligo di cambiare frequentemente la sede territoriale di esercizio della propria funzione, imposto allo scopo di prevenire lo sviluppo di un loro autonomo potere territoriale. Si trattava, dunque, in questo caso, di un rango paragonabile – cum grano salis – a quello inerente al tipo «commissariale» del funzionariato europeo di antico regime. Ma né il principio della provvisorietà della funzione, né, tanto meno, quello della rotazione, valevano per coloro che si vedevano invece attribuire un mansab in virtù del potere che già esercitavano «nelle loro terre originarie», e che continuavano, perciò, anche nella loro rinnovata veste istituzionale, a interpretare in modo autonomo, tanto più per il fatto che a tutelarli c’era il carattere in questo caso ereditario del mansab conferito loro".

### Età moderna
L'accezione originaria del termine, in epoca moderna e premoderna, indicava un progresso ed una positiva terzietà rispetto alle forme organizzative basate sull'arbitrio e sull'esercizio individuale e dispotico di un potere personale. Rispetto a questi fenomeni, l'ideale burocratico all'epoca degli Stati nazionali poneva il potere in mano alla legge attraverso, ad esempio, la non-proprietà da parte del funzionario dei mezzi di produzione del proprio lavoro; la disciplina garantistica del rapporto di lavoro del funzionario, che non poteva essere licenziato perché sgradito al superiore; la definizione di procedimenti e procedure prestabiliti per tipologie uniformi di atti. In epoca moderna l'introduzione sistematica di una burocrazia rigidamente organizzata risale all'epoca della costituzione dei primi Stati nazionali, con un ruolo di primo piano ricoperto da Napoleone Bonaparte.

#### Francia
Napoleone Bonaparte riuscì a realizzare un apparato burocratico estremamente accentrato, fondato sulla funzione dei prefetti, per nulla pachidermico, anzi snello e ben funzionante; tant'è che dopo la restaurazione alcuni governi tentarono di imitarne il funzionamento, in testa a tutti la Casa Savoia, senza però riuscirvi del tutto.
Il modello napoleonico, fondato su un’amministrazione piramidale, accentrata e coesa, incarnazione della supremazia dell’interesse pubblico sulla società e gli interessi privati, è stato scosso alle fondamenta alla fine del XX secolo "da almeno tre rilevanti riforme: il decentramento amministrativo, le privatizzazioni e la riorganizzazione degli apparati pubblici. Il dibattito sulla devoluzione delle competenze dal centro alla periferia del sistema amministrativo subì una chiara accelerazione all’inizio degli anni ’80 con l’arrivo dei socialisti a Matignon".

#### Germania
Alla fine del XVIII secolo la legge generale prussiana (allgemeines Preussisches Landrecht) e la legge fondamentale sul funzionariato (hergebrachte Grundsatze des Berufsbeamtentums) contenevano le norme fondamentali sull’impiego alle dipendenze dello Stato:
occupazione a tempo pieno e a vita dietro adeguato corrispettivo (Alimentationsprinzip); fedeltà, neutralità
e moderazione politica; dedizione al pubblico servizio; divieto di scioperare; regime particolare per i
gradi di funzionario".

#### Regno Unito
Nel Regno Unito «le origini di una burocrazia moderna e professionale vanno rintracciate nella seconda metà del XIX secolo, e, in particolare, nel rapporto Northcote-Trevelyan (1854), esito di un'indagine commissionata da Gladstone sullo stato dei dipendenti pubblici. Il rapporto divenne presto un modello per altri governi, ivi compreso quello statunitense. Sulla base dei suoi contenuti, il controllo della burocrazia veniva di fatto strappato dalle mani dei notabili e consegnato in quelle della borghesia, anche per porre fine alle pratiche nepotistiche e clientelari proprie del passato. Nacque in quel momento il cosiddetto "modello Whitehall", fondato su una classe di funzionari professionisti, neutrali e apolitici, che doveva fungere da compensazione al "modello Westminster", costituito da parlamentari eletti democraticamente e detentori del potere politico e decisionale».
Lord Cyril Northcote Parkinson, autore di un libello ironico in cui definiva tale omonima legge empirica, osservò che, anche nel momento di massimo declino del sistema coloniale britannico, la burocrazia degli uffici coloniali continuava costantemente ad aumentare di numero. Dalle sue rigorose osservazioni si evince che, in una qualsiasi organizzazione burocratica, il tasso di crescita degli impiegati si attesta su un 5-7% annuo, indipendentemente da qualsiasi variazione nel lavoro da svolgere. Tali fenomeni dipendono strettamente da elementi intrinseci al modello burocratico, che tende ad espandersi per perpetuare ed aumentare il proprio potere, diluendo al contempo le responsabilità individuali.

#### Italia
Prima dell'avvento dello Stato dei partiti, era comune sentire quello della onnipotenza della burocrazia ministeriale, a dispetto della «finzione della responsabilità ministeriale», con la «conseguente irresponsabilità di un’alta burocrazia chiamata di fatto a decidere». 
Nel secondo dopoguerra, però, la debolezza del potere burocratico italiano emerse in tutta la sua gravità: "i militari avevano pagato la sconfitta e la troppo assidua prossimità con il regime, nonché – evidentemente – il ruolo ormai decisamente subalterno delle forze armate repubblicane nell’ambito delle nuove alleanze atlantiche; ma soprattutto era maturata in quei vent’anni una crisi strutturale dell’amministrazione dello Stato in tutte le sue componenti di vertice: ridotta ai minimi termini l’influenza dei prefetti, anche per il forte protagonismo dei partiti politici quali nuovi interpreti del rapporto centro-periferia; mortificata l’alta dirigenza dei ministeri, sia in termini di comparazione economica con altre élite estranee all’amministrazione sia in termini di capacità dialettica verso le nuove élite della politica; moltiplicate a dismisura, sino a togliere loro il prestigio della carica, le figure di vertice".

## Significato concettuale del termine
Il termine, definito in maniera sistematica da Max Weber indica il "potere degli uffici" (dal francese bureau): un potere (o, più correttamente, una forma di esercizio del potere) che si struttura intorno a regole impersonali ed astratte, procedimenti, ruoli definiti una volta per tutti e immodificabili dall'individuo che ricopre temporaneamente una funzione.
Il termine assume a volte un valore dispregiativo teso ad indicare l'eccessivo iter o vincoli per il raggiungimento di determinati obiettivi personali o statali. I difensori della burocrazia difendono invece tale aspetto giustificandoli con la corretta applicazione di leggi e procedure definite precedentemente da terzi secondo il principio di legalità e uguaglianza.
L'attuale accezione del termine è, pertanto, stata influenzata da quelle che - nel corso del XX secolo - sono state definite da alcuni "conseguenze inattese" del fenomeno burocratico: rigidità, lentezza, incapacità di adattamento, inefficienza, inefficacia, lessico difficile o addirittura incomprensibile (il cosiddetto burocratese), mancanza di stimoli, deresponsabilizzazione, eccessiva pervasività, tendenza a regolamentare ogni minimo aspetto della vita quotidiana.
Negli stati moderni - dove gli apparati burocratici hanno ragguardevoli dimensioni ed il controllo politico è limitato nel tempo dal susseguirsi delle elezioni - il duraturo "potere degli uffici" è incline a trasformare il potere delegato in potere proprio. Per converso, il ruolo delle burocrazie è rivendicato come salvaguardia delle regole a fronte del pericolo di "dittatura della maggioranza".

### Evoluzione contemporanea nella scienza dell'amministrazione
In tempi recenti vari fattori, tra i quali i profondi cambiamenti dell'assetto geopolitico ed una migliore consapevolezza dei cittadini, nata anche dal confronto generalizzato con altre realtà no 
oltre i confini nazionali, hanno posto al centro dell'attenzione il tema di una nuova sensibilità nei rapporti con la burocrazia, anche in Paesi tradizionalmente deficitari sotto questo aspetto e privi di una normalizzazione dello spoil system.
D'altro canto i progressi nella governance razionale, supportata anche dall'applicazione sistematica della Teoria dei giochi ad opera di studiosi come Robert Cooter, Douglas Baird, Robert Gertner e Randal Picker, hanno contribuito in modo fondamentale ad una migliore comprensione delle dinamiche sociali nella classe dirigente ed hanno portato vari Governi a prendere atto che i continui mutamenti dell'ambiente sociale ed economico (sviluppo tecnologico, differenziazione e frammentazione della domanda sociale, dispersione del potere politico su nuovi livelli anche transnazionali) richiedevano adeguate riforme e ridimensionamenti del "potere degli uffici".
Al modello burocratico si sono quindi nel tempo apportate modifiche sia nella pratica che nella teoria, sviluppando forme di amministrazione partecipata, flessibile, contrattata, per progetti (cosiddetto modello telocratico).

### Accezioni negative e critiche
Con il tempo, al termine "burocrazia" sono state associate accezioni negative; in particolare si parla di "burocratese" per indicare lo stile comunicativo e il linguaggio complicato utilizzato dalle amministrazioni e istituzioni pubbliche durante le loro funzioni di comunicazione con i cittadini. Altra espressione negativa legata all'ambito della burocrazia è quella di "lungaggine burocratica", utilizzata per indicare i ritardi associati alla burocrazia, che sono interpretati come "lentezza esasperante" e "perdite di tempo".
Oltre ai "costi" in termini di tempo, le attività burocratiche vengono spesso criticate per i costi associati in termini economici. Tali costi, in Italia sono stati indicati come una delle cause principali della mancanza di competitività delle imprese e del sistema economico italiano nel suo complesso, che si riflette negli indici di produttività del lavoro, tipicamente bassa nel caso italiano. Per questi motivi si parla in generale di "mala burocrazia".